# Playas de El Castiel y Gamonedo
La playa de El Castiel se encuentran en el concejo asturiano de Valdés(Asturias). Son dos pedreros de forma triangular. El de El Castiel tiene una longitud de unos 300 m y una anchura media de unos 10 m y el de Gamonedo tiene una longitud de unos 150 m y una anchura media de unos 3 m. Su entorno es rural, con un grado de urbanización muy bajo y es una zona casi virgen y tiene una peligrosidad alta. La playa carece de arena y se trata de un lecho de rocas.
Para acceder a ella hay que llegar a Puerto de Vega y desde allí tomar la dirección hacia Frejulfe; más adelante shay un mirador desde donde se divisan estas playas desde su vertiente oriental. Caminando unos 800 m hacia el este por una pista se encuentra la primera de ellas, El Castiel, y siguiendo el camino durante 1,5 km está la de Gamonedo. Ambas están fuertemente batidas por el oleaje por lo que hay que tener gran precaución al situarse en sus cercanías. La playa carece de cualquier servicio, y las actividades recomendadas son la pesca recreativa con caña o la pesca submarina.